# Dominique Laffin
Pour les articles homonymes, voir Laffin.
Dominique Laffin, née le 3 juin 1952 à Saint-Mandé et morte le 11 juin 1985 à Paris, est une actrice française.

## Biographie
Le père de Dominique Laffin, André Laffin, chirurgien-dentiste ayant exercé durant la campagne d'Indochine et homme politique d'extrême droite, né à Sallanches, en Haute-Savoie, député de l'Yonne et cofondateur du Front national pour l'Algérie française avec Jean-Marie Le Pen, meurt à l'âge de quarante-trois ans, alors qu'elle en a quatorze. Elle pratique d'abord divers métiers (baby-sitter, fleuriste, hôtesse, standardiste...). En 1981, elle se confie sur son choix de devenir actrice dans les années 1970. « À 22 ans, j'avais l'impression d'en avoir cinquante ! J'étais mariée, mère d'une petite fille et isolée en banlieue sans voiture. Un moment, j'ai eu l'impression que la vie s'était arrêtée. Et quand, tout d'un coup, j'ai décidé de changer de vie et de devenir comédienne, je me suis libérée tellement brutalement et avec une telle force, que rien ne pouvait plus m'arrêter. J'ai couru de production en production en sentant que cela allait être payant et effectivement, sans jamais rien avoir appris de ce métier, j'ai été engagée pour jouer dans Dites-lui que je l'aime. »
En 1977, elle tourne son premier film, La nuit, tous les chats sont gris de Gérard Zingg, dans lequel elle rencontre Gérard Depardieu qu'elle retrouve la même année dans Dites-lui que je l'aime de Claude Miller. On la voit par la suite dans la seule comédie où elle joue, Les Petits Câlins de Jean-Marie Poiré, avec Josiane Balasko.
Elle est nommée en 1980 pour le César de la meilleure actrice pour son interprétation dans La Femme qui pleure de Jacques Doillon. C'est finalement Miou-Miou qui obtient le César pour La Dérobade. En 1980, elle reçoit le prix Suzanne-Bianchetti, qui récompense la jeune actrice la plus prometteuse.
Elle se cantonne ensuite à des films exigeants mais peu diffusés, dont certains restés inédits , comme À propos de neige fondue (1979) de Gilles Katz, Instants de vie — Instincts de femme (1980) de Claude Othnin-Girard ou Un homme à l'endroit, un homme à l'envers (1983) de Madeleine Laïk. Elle tourne dans d'autres premiers films comme Félicité de Christine Pascal ou Tapage nocturne de Catherine Breillat. Elle refuse la proposition d'Alain Delon de jouer avec lui dans Le Toubib à cause de divergences idéologiques. Selon le récit qu'en fait Clémentine Autain : « Tu étais quand même cette femme qui avait jeté son verre à la tête d’Alain Delon dans une soirée. Il avait tenu un propos sexiste, tu lui avais balancé le verre à la tête – et pas seulement l’alcool, tout le verre. ». Elle fait un détour par le cinéma allemand avec La Main dans l'ombre (System ohne Schatten) de Rudolf Thome, et par le cinéma italien avec Pipicacadodo (Chiedo asilo) de Marco Ferreri. Elle revient en France avec L'Empreinte des géants de Robert Enrico, L'Œil du maître de Stéphane Kurc, Liberty belle de Pascal Kané et surtout Garçon ! de Claude Sautet.

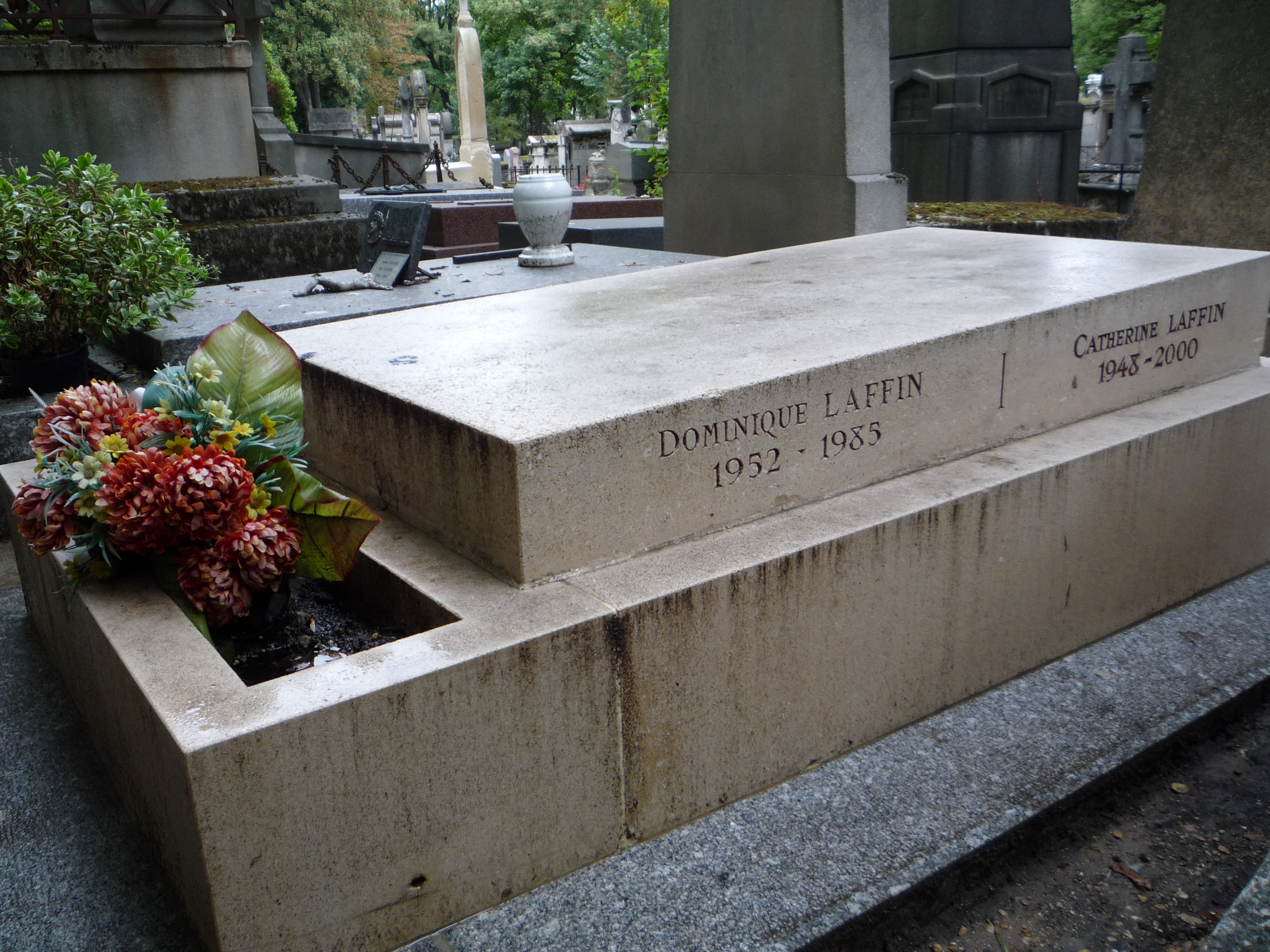
Tombe de Dominique Laffin au cimetière de Montmartre, à Paris.

Elle meurt subitement d'une crise cardiaque, huit jours après son trente-troisième anniversaire, dans son appartement du Faubourg Saint-Antoine à Paris, , où elle sera retrouvée dans sa baignoire. Sa tombe se trouve au cimetière de Montmartre, en plein cœur de la 21e division, près de celle de François Truffaut.
Laurent Perrin, qui l'a dirigée dans Passage secret, réalise un documentaire sur elle en 2007. Dans son livre Le Festival de Cannes, Frédéric Mitterrand revient sur cette actrice dont il garde un souvenir ému.
Elle est l'épouse du chanteur Yvan Dautin et la mère de la femme politique Clémentine Autain, radicalement opposée à son grand-père André Laffin sur le spectre idéologique, et qui a consacré un livre à la relation qu'elle a entretenue avec sa mère, Dites-lui que je l'aime, publié chez Grasset en 2019 et adapté au cinéma par Romane Bohringer en 2025.

## Filmographie

### Cinéma

#### Longs métrages
- 1975 : Le Pied !.. de Pierre Unia :
- 1977 : La Nuit, tous les chats sont gris de Gérard Zingg : la vendeuse
- 1977 : Dites-lui que je l'aime de Claude Miller : Lise
- 1978 : Les Petits Câlins de Jean-Marie Poiré : Sophie
- 1979 : Tapage nocturne de Catherine Breillat : Solange
- 1979 : La Femme qui pleure de Jacques Doillon : Dominique
- 1979 : Félicité de Christine Pascal : Dominique
- 1980 : L'Œil du maître de Stéphane Kurc : Hélène
- 1980 : Bobo la tête de Gilles Katz (également connu sous le titre À propos de neige fondue) :
- 1980 : L'Empreinte des géants de Robert Enrico : Lucie Dromner
- 1980 : Pipicacadodo (Chiedo asilo) de Marco Ferreri : Isabella
- 1981 : Instinct de femme de Claude Othnin-Girard : Marthe
- 1983 : La Main dans l'ombre (System ohne Schatten) de Rudolf Thome : Juliet
- 1983 : Garçon ! de Claude Sautet : Coline
- 1983 : Liberty belle de Pascal Kané : élise
- 1984 : Akropolis Now de Hans Liechti : Camille
- 1984 : Un homme à l'endroit, un homme à l'envers de Madeleine Laïk (également connu sous le titre Maman, il faut que je te quitte[11])
- 1984 : Passage secret de Laurent Perrin : Anita

#### Courts métrages
- 1979 : Les 16 ans de Jérémy Millet de Dominique Maillet
- 1980 : Vive la mariée de Patrice Noia
- 1982 : Nous nous sommes séparés sans violence de Bernadette Marie
- 1982 : Panthéon de Jean-Jacques Grand-Jouan
- 1982 : Room Service de Boris Bergman
- 1983 : Le Cri du printemps de Dominique Dalmasso

### Télévision
- 1981 : La Meute d'Yvan Butler (téléfilm) : Rose
- 1981 : L'Arbre aux mensonges de Denis Chegaray (téléfilm) : Agnès
- 1982 : La Tribu des vieux enfants de Michel Favart (téléfilm) : Flore
- 1983 : Il faut marier Julie (téléfilm) de Marc Marino : Julie
- 1983 : Télévision de chambre (série télévisée), épisode Hughie de Frédéric Compain : narratrice [12]
- 1984 : Voir l'Amérique (téléfilm) de Jean Marbœuf : Marie

### Documentaire
- Dominique Laffin, portrait d'une enfant pas sage, réalisé par Laurent Perrin, 2007